# وولوگدا
شهر وولوگدا (به روسی: Вологда) در کشور روسیه و در اوبلاست ولوگدا واقع شده‌است.